# Eucalyptus crenulata
Eucalyptus crenulata là một loài thực vật có hoa trong Họ Đào kim nương. Loài này được Blakely & Beuzev. mô tả khoa học đầu tiên năm 1939.